# Mistrovství světa v házené žen 2021
Mistrovství světa v házené žen 2021 byl 25. ročník ženského světového šampionátu v házené, který probíhal od 2. prosince do 15. prosince 2021 a konal se ve Španělsku.

## Základní skupiny

### Skupina A
| Poř. | tým        | Z | V | R | P | VB | OB | +/− | B | výsledek                 |
| ---- | ---------- | - | - | - | - | -- | -- | --- | - | ------------------------ |
| 1.   | Francie    | 3 | 3 | 0 | 0 | 83 | 57 | +26 | 6 | postup do hlavní skupiny |
| 2.   | Slovinsko  | 3 | 1 | 1 | 1 | 71 | 72 | −1  | 3 | postup do hlavní skupiny |
| 3.   | Černá Hora | 3 | 1 | 0 | 2 | 67 | 72 | −5  | 2 | postup do hlavní skupiny |
| 4.   | Angola     | 3 | 0 | 1 | 2 | 65 | 85 | −20 | 1 | Prezidentský pohár       |

| 3 prosince 2021 18:00 | Francie          | 30–20  | Angola     | Palau d'Esports de Granollers, Granollers Počet diváků: 791 Rozhodčí: Lončar, Lončar (CRO) |
| 3 prosince 2021 18:00 | Foppa, Granier 4 | (13–9) | Venâncio 5 | Palau d'Esports de Granollers, Granollers Počet diváků: 791 Rozhodčí: Lončar, Lončar (CRO) |
| 3 prosince 2021 18:00 | 4×               | Report | 7× 1×      | Palau d'Esports de Granollers, Granollers Počet diváků: 791 Rozhodčí: Lončar, Lončar (CRO) |

| 3 prosince 2021 20:30 | Černá Hora  | 18–28  | Slovinsko | Palau d'Esports de Granollers, Granollers Počet diváků: 1,007 Rozhodčí: Álvarez, Bustamante (ESP) |
| 3 prosince 2021 20:30 | Radičević 7 | (8–16) | Gros 6    | Palau d'Esports de Granollers, Granollers Počet diváků: 1,007 Rozhodčí: Álvarez, Bustamante (ESP) |
| 3 prosince 2021 20:30 | 4× 1×       | Report | 5×        | Palau d'Esports de Granollers, Granollers Počet diváků: 1,007 Rozhodčí: Álvarez, Bustamante (ESP) |

| 5 prosince 2021 18:00 | Slovinsko | 18–29  | Francie     | Palau d'Esports de Granollers, Granollers Počet diváků: 1,211 Rozhodčí: Sá, Sá (POR) |
| 5 prosince 2021 18:00 | Varagić 6 | (8–13) | Nze Minko 6 | Palau d'Esports de Granollers, Granollers Počet diváků: 1,211 Rozhodčí: Sá, Sá (POR) |
| 5 prosince 2021 18:00 | 5× 1×     | Report | 3× 1×       | Palau d'Esports de Granollers, Granollers Počet diváků: 1,211 Rozhodčí: Sá, Sá (POR) |

| 5 prosince 2021 20:30 | Černá Hora   | 30–20  | Angola   | Palau d'Esports de Granollers, Granollers Počet diváků: 1,310 Rozhodčí: García, Paolantoni (ARG) |
| 5 prosince 2021 20:30 | Radičević 12 | (11–9) | Guialo 6 | Palau d'Esports de Granollers, Granollers Počet diváků: 1,310 Rozhodčí: García, Paolantoni (ARG) |
| 5 prosince 2021 20:30 | 2× 1×        | Report | 2× 1×    | Palau d'Esports de Granollers, Granollers Počet diváků: 1,310 Rozhodčí: García, Paolantoni (ARG) |

| 7 prosince 2021 18:00 | Angola    | 25–25   | Slovinsko | Palau d'Esports de Granollers, Granollers Počet diváků: 1,450 Rozhodčí: Stancu, Lovin (ROU) |
| 7 prosince 2021 18:00 | Pascoal 7 | (14–13) | Gros 12   | Palau d'Esports de Granollers, Granollers Počet diváků: 1,450 Rozhodčí: Stancu, Lovin (ROU) |
| 7 prosince 2021 18:00 | 2×        | Report  | 2× 1×     | Palau d'Esports de Granollers, Granollers Počet diváků: 1,450 Rozhodčí: Stancu, Lovin (ROU) |

| 7 prosince 2021 20:30 | Francie     | 24–19   | Černá Hora  | Palau d'Esports de Granollers, Granollers Počet diváků: 2,481 Rozhodčí: Belkhiri, Hamidi (ALG) |
| 7 prosince 2021 20:30 | Lassource 6 | (12–12) | Radičević 7 | Palau d'Esports de Granollers, Granollers Počet diváků: 2,481 Rozhodčí: Belkhiri, Hamidi (ALG) |
| 7 prosince 2021 20:30 | 2× 3×       | Report  | 4× 1×       | Palau d'Esports de Granollers, Granollers Počet diváků: 2,481 Rozhodčí: Belkhiri, Hamidi (ALG) |

### Skupina B
| Poř. | tým     | Z | V | R | P | VB | OB  | +/− | B | výsledek                 |
| ---- | ------- | - | - | - | - | -- | --- | --- | - | ------------------------ |
| 1.   | Rusko   | 3 | 3 | 0 | 0 | 98 | 63  | +35 | 6 | postup do hlavní skupiny |
| 2.   | Srbsko  | 3 | 2 | 0 | 1 | 90 | 71  | +19 | 4 | postup do hlavní skupiny |
| 3.   | Polsko  | 3 | 1 | 0 | 2 | 77 | 70  | +7  | 2 | postup do hlavní skupiny |
| 4.   | Kamerun | 3 | 0 | 0 | 3 | 55 | 116 | −61 | 0 | Prezidentský pohár       |

| 3 prosince 2021 18:00 | Rusko     | 40–18   | Kamerun | Poliesportiu Pla de L'Arc, Llíria Počet diváků: 690 Rozhodčí: Koo, Lee (KOR) |
| 3 prosince 2021 18:00 | Markova 6 | (17–10) | Ekoh 4  | Poliesportiu Pla de L'Arc, Llíria Počet diváků: 690 Rozhodčí: Koo, Lee (KOR) |
| 3 prosince 2021 18:00 | 3×        | Report  | 3×      | Poliesportiu Pla de L'Arc, Llíria Počet diváků: 690 Rozhodčí: Koo, Lee (KOR) |

| 3 prosince 2021 20:30 | Srbsko       | 25–21   | Polsko   | Poliesportiu Pla de L'Arc, Llíria Počet diváků: 1,067 Rozhodčí: Gasmi, Gasmi (FRA) |
| 3 prosince 2021 20:30 | Janjušević 7 | (16–13) | Rosiak 6 | Poliesportiu Pla de L'Arc, Llíria Počet diváků: 1,067 Rozhodčí: Gasmi, Gasmi (FRA) |
| 3 prosince 2021 20:30 | 4× 1×        | Report  | 4× 2×    | Poliesportiu Pla de L'Arc, Llíria Počet diváků: 1,067 Rozhodčí: Gasmi, Gasmi (FRA) |

| 5 prosince 2021 18:00 | Polsko   | 23–26   | Rusko   | Poliesportiu Pla de L'Arc, Llíria Počet diváků: 1,166 Rozhodčí: Christiansen, Hansen (DEN) |
| 5 prosince 2021 18:00 | Rosiak 8 | (10–16) | Ilina 8 | Poliesportiu Pla de L'Arc, Llíria Počet diváků: 1,166 Rozhodčí: Christiansen, Hansen (DEN) |
| 5 prosince 2021 18:00 | 2×       | Report  | 3× 1×   | Poliesportiu Pla de L'Arc, Llíria Počet diváků: 1,166 Rozhodčí: Christiansen, Hansen (DEN) |

| 5 prosince 2021 20:30 | Srbsko      | 43–18  | Kamerun | Poliesportiu Pla de L'Arc, Llíria Počet diváků: 1,086 Rozhodčí: Belkhiri, Hamidi (ALG) |
| 5 prosince 2021 20:30 | M. Agbaba 7 | (19–9) | Ekoh 7  | Poliesportiu Pla de L'Arc, Llíria Počet diváků: 1,086 Rozhodčí: Belkhiri, Hamidi (ALG) |
| 5 prosince 2021 20:30 | 1×          | Report | 6× 1×   | Poliesportiu Pla de L'Arc, Llíria Počet diváků: 1,086 Rozhodčí: Belkhiri, Hamidi (ALG) |

| 7 prosince 2021 18:00 | Kamerun | 19–33  | Polsko   | Poliesportiu Pla de L'Arc, Llíria Počet diváků: 1,179 Rozhodčí: Sá, Sá (POR) |
| 7 prosince 2021 18:00 | Ekoh 9  | (7–16) | Roszak 9 | Poliesportiu Pla de L'Arc, Llíria Počet diváků: 1,179 Rozhodčí: Sá, Sá (POR) |
| 7 prosince 2021 18:00 | 6×      | Report | 4×       | Poliesportiu Pla de L'Arc, Llíria Počet diváků: 1,179 Rozhodčí: Sá, Sá (POR) |

| 7 prosince 2021 20:30 | Rusko        | 32–22  | Srbsko                   | Poliesportiu Pla de L'Arc, Llíria Počet diváků: 1,500 Rozhodčí: Merz, Kuttler (GER) |
| 7 prosince 2021 20:30 | Managarova 7 | (15–9) | Radojević, Stoiljković 4 | Poliesportiu Pla de L'Arc, Llíria Počet diváků: 1,500 Rozhodčí: Merz, Kuttler (GER) |
| 7 prosince 2021 20:30 | 3×           | Report | 4× 1×                    | Poliesportiu Pla de L'Arc, Llíria Počet diváků: 1,500 Rozhodčí: Merz, Kuttler (GER) |

### Skupina C
| Poř. | tým        | Z | V | R | P | VB  | OB  | +/− | B | výsledek                 |
| ---- | ---------- | - | - | - | - | --- | --- | --- | - | ------------------------ |
| 1.   | Norsko     | 3 | 3 | 0 | 0 | 120 | 49  | +71 | 6 | postup do hlavní skupiny |
| 2.   | Rumunsko   | 3 | 2 | 0 | 1 | 99  | 61  | +38 | 4 | postup do hlavní skupiny |
| 3.   | Kazachstán | 3 | 1 | 0 | 2 | 66  | 109 | −43 | 2 | postup do hlavní skupiny |
| 4.   | Írán       | 3 | 0 | 0 | 3 | 45  | 111 | −66 | 0 | Prezidentský pohár       |

| 3 prosince 2021 18:00 | Rumunsko       | 39–11  | Írán          | Pabellón Ciutat de Castelló, Castelló Počet diváků: 600 Rozhodčí: Alpaidze, Berezkina (RUS) |
| 3 prosince 2021 18:00 | Dincă, Laslo 6 | (20–3) | Vatanparast 6 | Pabellón Ciutat de Castelló, Castelló Počet diváků: 600 Rozhodčí: Alpaidze, Berezkina (RUS) |
| 3 prosince 2021 18:00 | 1×             | Report | 2× 1×         | Pabellón Ciutat de Castelló, Castelló Počet diváků: 600 Rozhodčí: Alpaidze, Berezkina (RUS) |

| 3 prosince 2021 20:30 | Norsko   | 46–18   | Kazachstán    | Pabellón Ciutat de Castelló, Castelló Počet diváků: 900 Rozhodčí: Erdoğan, Özdeniz (TUR) |
| 3 prosince 2021 20:30 | Hovden 7 | (24–10) | Alexandrova 7 | Pabellón Ciutat de Castelló, Castelló Počet diváků: 900 Rozhodčí: Erdoğan, Özdeniz (TUR) |
| 3 prosince 2021 20:30 | 3× 1×    | Report  |               | Pabellón Ciutat de Castelló, Castelló Počet diváků: 900 Rozhodčí: Erdoğan, Özdeniz (TUR) |

| 5 prosince 2021 18:00 | Rumunsko | 38–17  | Kazachstán    | Pabellón Ciutat de Castelló, Castelló Počet diváků: 1,200 Rozhodčí: El-Saied, El-Saied (EGY) |
| 5 prosince 2021 18:00 | Moisă 6  | (14–9) | Alexandrova 8 | Pabellón Ciutat de Castelló, Castelló Počet diváků: 1,200 Rozhodčí: El-Saied, El-Saied (EGY) |
| 5 prosince 2021 18:00 | 3×       | Report | 1×            | Pabellón Ciutat de Castelló, Castelló Počet diváků: 1,200 Rozhodčí: El-Saied, El-Saied (EGY) |

| 5 prosince 2021 20:30 | Írán            | 9–41   | Norsko             | Pabellón Ciutat de Castelló, Castelló Počet diváků: 850 Rozhodčí: Konjičanin, Konjičanin (BIH) |
| 5 prosince 2021 20:30 | three players 2 | (3–22) | Røsberg Jacobsen 7 | Pabellón Ciutat de Castelló, Castelló Počet diváků: 850 Rozhodčí: Konjičanin, Konjičanin (BIH) |
| 5 prosince 2021 20:30 | 3×              | Report | 1×                 | Pabellón Ciutat de Castelló, Castelló Počet diváků: 850 Rozhodčí: Konjičanin, Konjičanin (BIH) |

| 7 prosince 2021 18:00 | Kazachstán    | 31–25   | Írán       | Pabellón Ciutat de Castelló, Castelló Počet diváků: 1,400 Rozhodčí: García, Paolantoni (ARG) |
| 7 prosince 2021 18:00 | Alexandrova 8 | (14–10) | Kianiara 6 | Pabellón Ciutat de Castelló, Castelló Počet diváků: 1,400 Rozhodčí: García, Paolantoni (ARG) |
| 7 prosince 2021 18:00 | 6×            | Report  | 4×         | Pabellón Ciutat de Castelló, Castelló Počet diváků: 1,400 Rozhodčí: García, Paolantoni (ARG) |

| 7 prosince 2021 20:30 | Norsko          | 33–22   | Rumunsko | Pabellón Ciutat de Castelló, Castelló Počet diváků: 3,200 Rozhodčí: Mitrović, Vešović (MNE) |
| 7 prosince 2021 20:30 | Brattset Dale 7 | (17–11) | Laslo 6  | Pabellón Ciutat de Castelló, Castelló Počet diváků: 3,200 Rozhodčí: Mitrović, Vešović (MNE) |
| 7 prosince 2021 20:30 | 2×              | Report  | 4× 2×    | Pabellón Ciutat de Castelló, Castelló Počet diváků: 3,200 Rozhodčí: Mitrović, Vešović (MNE) |

### Skupina D
| Poř. | tým        | Z | V | R | P | VB  | OB  | +/− | B | výsledek                 |
| ---- | ---------- | - | - | - | - | --- | --- | --- | - | ------------------------ |
| 1.   | Nizozemsko | 3 | 2 | 1 | 0 | 144 | 63  | +81 | 5 | postup do hlavní skupiny |
| 2.   | Švédsko    | 3 | 2 | 1 | 0 | 125 | 56  | +69 | 5 | postup do hlavní skupiny |
| 3.   | Portoriko  | 3 | 1 | 0 | 2 | 55  | 127 | −72 | 2 | postup do hlavní skupiny |
| 4.   | Uzbekistán | 3 | 0 | 0 | 3 | 56  | 134 | −78 | 0 | Prezidentský pohár       |

| 3 prosince 2021 18:00 | Nizozemsko                 | 55–15  | Portoriko  | Palacio de los Deportes de Torrevieja, Torrevieja Počet diváků: 548 Rozhodčí: Covalciuc, Covalciuc (MDA) |
| 3 prosince 2021 18:00 | Vollebregt, Van Wetering 8 | (23–6) | Ceballos 5 | Palacio de los Deportes de Torrevieja, Torrevieja Počet diváků: 548 Rozhodčí: Covalciuc, Covalciuc (MDA) |
| 3 prosince 2021 18:00 | 1×                         | Report |            | Palacio de los Deportes de Torrevieja, Torrevieja Počet diváků: 548 Rozhodčí: Covalciuc, Covalciuc (MDA) |

| 3 prosince 2021 20:30 | Švédsko | 46–15   | Uzbekistán                     | Palacio de los Deportes de Torrevieja, Torrevieja Počet diváků: 1,138 Rozhodčí: Sekulić, Jovandić (SRB) |
| 3 prosince 2021 20:30 | Lerby 6 | (22–11) | Khudoykulova, Razakbergenova 3 | Palacio de los Deportes de Torrevieja, Torrevieja Počet diváků: 1,138 Rozhodčí: Sekulić, Jovandić (SRB) |
| 3 prosince 2021 20:30 | 1×      | Report  | 1×                             | Palacio de los Deportes de Torrevieja, Torrevieja Počet diváků: 1,138 Rozhodčí: Sekulić, Jovandić (SRB) |

| 5 prosince 2021 15:30 | Švédsko   | 48–10  | Portoriko  | Palacio de los Deportes de Torrevieja, Torrevieja Počet diváků: 907 Rozhodčí: Kuttler, Merz (GER) |
| 5 prosince 2021 15:30 | Hagman 19 | (26–5) | Ceballos 3 | Palacio de los Deportes de Torrevieja, Torrevieja Počet diváků: 907 Rozhodčí: Kuttler, Merz (GER) |
| 5 prosince 2021 15:30 | 4× 2× 1×  | Report | 5×         | Palacio de los Deportes de Torrevieja, Torrevieja Počet diváků: 907 Rozhodčí: Kuttler, Merz (GER) |

| 5 prosince 2021 18:00 | Uzbekistán                 | 17–58   | Nizozemsko     | Palacio de los Deportes de Torrevieja, Torrevieja Počet diváků: 1,009 Rozhodčí: Mitrović, Vešović (MNE) |
| 5 prosince 2021 18:00 | Abdumannonova, Bahromova 4 | (10–28) | Bont, Nusser 7 | Palacio de los Deportes de Torrevieja, Torrevieja Počet diváků: 1,009 Rozhodčí: Mitrović, Vešović (MNE) |
| 5 prosince 2021 18:00 | 4×                         | Report  | 1×             | Palacio de los Deportes de Torrevieja, Torrevieja Počet diváků: 1,009 Rozhodčí: Mitrović, Vešović (MNE) |

| 7 prosince 2021 18:00 | Portoriko  | 30–24   | Uzbekistán      | Palacio de los Deportes de Torrevieja, Torrevieja Počet diváků: 571 Rozhodčí: Krichen, Makhlouf (TUN) |
| 7 prosince 2021 18:00 | Ceballos 9 | (14–12) | Khudoykulova 10 | Palacio de los Deportes de Torrevieja, Torrevieja Počet diváků: 571 Rozhodčí: Krichen, Makhlouf (TUN) |
| 7 prosince 2021 18:00 | 4× 2×      | Report  | 2× 1×           | Palacio de los Deportes de Torrevieja, Torrevieja Počet diváků: 571 Rozhodčí: Krichen, Makhlouf (TUN) |

| 7 prosince 2021 20:30 | Nizozemsko | 31–31   | Švédsko   | Palacio de los Deportes de Torrevieja, Torrevieja Počet diváků: 1,825 Rozhodčí: Konjičanin, Konjičanin (BIH) |
| 7 prosince 2021 20:30 | Bont 6     | (17–18) | Roberts 8 | Palacio de los Deportes de Torrevieja, Torrevieja Počet diváků: 1,825 Rozhodčí: Konjičanin, Konjičanin (BIH) |
| 7 prosince 2021 20:30 | 3×         | Report  | 3×        | Palacio de los Deportes de Torrevieja, Torrevieja Počet diváků: 1,825 Rozhodčí: Konjičanin, Konjičanin (BIH) |

### Skupina E
| Poř. | tým       | Z | V | R | P | VB | OB | +/− | B | výsledek                 |
| ---- | --------- | - | - | - | - | -- | -- | --- | - | ------------------------ |
| 1.   | Německo   | 3 | 3 | 0 | 0 | 92 | 67 | +25 | 6 | postup do hlavní skupiny |
| 2.   | Maďarsko  | 3 | 2 | 0 | 1 | 91 | 83 | +8  | 4 | postup do hlavní skupiny |
| 3.   | Česko     | 3 | 1 | 0 | 2 | 74 | 86 | −12 | 2 | postup do hlavní skupiny |
| 4.   | Slovensko | 3 | 0 | 0 | 3 | 74 | 95 | −21 | 0 | Prezidentský pohár       |

| 2 prosince 2021 18:00 | Německo   | 31–21   | Česko           | Poliesportiu Pla de L'Arc, Llíria Počet diváků: 375 Rozhodčí: Belkhiri, Hamidi (ALG) |
| 2 prosince 2021 18:00 | Maidhof 5 | (17–10) | three players 4 | Poliesportiu Pla de L'Arc, Llíria Počet diváků: 375 Rozhodčí: Belkhiri, Hamidi (ALG) |
| 2 prosince 2021 18:00 | 3× 1×     | Report  | 3× 1×           | Poliesportiu Pla de L'Arc, Llíria Počet diváků: 375 Rozhodčí: Belkhiri, Hamidi (ALG) |

| 2 prosince 2021 20:30 | Maďarsko         | 35–29   | Slovensko  | Poliesportiu Pla de L'Arc, Llíria Počet diváků: 448 Rozhodčí: Christiansen, Hansen (DEN) |
| 2 prosince 2021 20:30 | Háfra, Klujber 7 | (16–16) | Bíziková 8 | Poliesportiu Pla de L'Arc, Llíria Počet diváků: 448 Rozhodčí: Christiansen, Hansen (DEN) |
| 2 prosince 2021 20:30 | 2×               | Report  | 3×         | Poliesportiu Pla de L'Arc, Llíria Počet diváků: 448 Rozhodčí: Christiansen, Hansen (DEN) |

| 4 prosince 2021 18:00 | Slovensko            | 22–36   | Německo     | Poliesportiu Pla de L'Arc, Llíria Počet diváků: 1,144 Rozhodčí: Koo, Lee (KOR) |
| 4 prosince 2021 18:00 | Bajčiová, Bíziková 4 | (12–17) | Grijseels 6 | Poliesportiu Pla de L'Arc, Llíria Počet diváků: 1,144 Rozhodčí: Koo, Lee (KOR) |
| 4 prosince 2021 18:00 | 3×                   | Report  | 3×          | Poliesportiu Pla de L'Arc, Llíria Počet diváků: 1,144 Rozhodčí: Koo, Lee (KOR) |

| 4 prosince 2021 20:30 | Maďarsko   | 32–29   | Česko        | Poliesportiu Pla de L'Arc, Llíria Počet diváků: 1,145 Rozhodčí: Gasmi, Gasmi (FRA) |
| 4 prosince 2021 20:30 | Klujber 11 | (17–15) | Jeřábková 10 | Poliesportiu Pla de L'Arc, Llíria Počet diváků: 1,145 Rozhodčí: Gasmi, Gasmi (FRA) |
| 4 prosince 2021 20:30 | 7× 2×      | Report  | 2×           | Poliesportiu Pla de L'Arc, Llíria Počet diváků: 1,145 Rozhodčí: Gasmi, Gasmi (FRA) |

| 6 prosince 2021 18:00 | Česko                | 24–23   | Slovensko | Poliesportiu Pla de L'Arc, Llíria Počet diváků: 1,294 Rozhodčí: Erdoğan, Özdeniz (TUR) |
| 6 prosince 2021 18:00 | Jeřábková, Zachová 4 | (15–14) | Lancz 5   | Poliesportiu Pla de L'Arc, Llíria Počet diváků: 1,294 Rozhodčí: Erdoğan, Özdeniz (TUR) |
| 6 prosince 2021 18:00 | 3× 1×                | Report  | 2× 1×     | Poliesportiu Pla de L'Arc, Llíria Počet diváků: 1,294 Rozhodčí: Erdoğan, Özdeniz (TUR) |

| 6 prosince 2021 20:30 | Německo              | 25–24  | Maďarsko | Poliesportiu Pla de L'Arc, Llíria Počet diváků: 2,053 Rozhodčí: Álvarez, Bustamante (ESP) |
| 6 prosince 2021 20:30 | Maidhof, Schmelzer 5 | (14–9) | Lukács 5 | Poliesportiu Pla de L'Arc, Llíria Počet diváků: 2,053 Rozhodčí: Álvarez, Bustamante (ESP) |
| 6 prosince 2021 20:30 | 3× 1×                | Report | 3×       | Poliesportiu Pla de L'Arc, Llíria Počet diváků: 2,053 Rozhodčí: Álvarez, Bustamante (ESP) |

### Skupina F
| Poř. | tým         | Z | V | R | P | VB  | OB | +/− | B | výsledek                 |
| ---- | ----------- | - | - | - | - | --- | -- | --- | - | ------------------------ |
| 1.   | Dánsko      | 3 | 3 | 0 | 0 | 103 | 57 | +46 | 6 | postup do hlavní skupiny |
| 2.   | Jižní Korea | 3 | 2 | 0 | 1 | 91  | 87 | +4  | 4 | postup do hlavní skupiny |
| 3.   | Kongo       | 3 | 1 | 0 | 2 | 74  | 94 | −20 | 2 | postup do hlavní skupiny |
| 4.   | Tunisko     | 3 | 0 | 0 | 3 | 69  | 99 | −30 | 0 | Prezidentský pohár       |

| 2 prosince 2021 18:00 | Jižní Korea | 37–23   | Kongo  | Palau d'Esports de Granollers, Granollers Počet diváků: 641 Rozhodčí: García, Paolantoni (ARG) |
| 2 prosince 2021 18:00 | Kim S. 6    | (22–11) | Nkou 5 | Palau d'Esports de Granollers, Granollers Počet diváků: 641 Rozhodčí: García, Paolantoni (ARG) |
| 2 prosince 2021 18:00 | 3× 1×       | Report  | 3×     | Palau d'Esports de Granollers, Granollers Počet diváků: 641 Rozhodčí: García, Paolantoni (ARG) |

| 2 prosince 2021 20:30 | Dánsko     | 35–16  | Tunisko  | Palau d'Esports de Granollers, Granollers Počet diváků: 727 Rozhodčí: Sá, Sá (POR) |
| 2 prosince 2021 20:30 | Heindahl 6 | (16–8) | Amiche 4 | Palau d'Esports de Granollers, Granollers Počet diváků: 727 Rozhodčí: Sá, Sá (POR) |
| 2 prosince 2021 20:30 | 5×         | Report | 3×       | Palau d'Esports de Granollers, Granollers Počet diváků: 727 Rozhodčí: Sá, Sá (POR) |

| 4 prosince 2021 18:00 | Jižní Korea | 31–29   | Tunisko  | Palau d'Esports de Granollers, Granollers Počet diváků: 491 Rozhodčí: Stancu, Lovin (ROU) |
| 4 prosince 2021 18:00 | Ryu 7       | (14–14) | Rezgui 6 | Palau d'Esports de Granollers, Granollers Počet diváků: 491 Rozhodčí: Stancu, Lovin (ROU) |
| 4 prosince 2021 18:00 | 4×          | Report  | 2×       | Palau d'Esports de Granollers, Granollers Počet diváků: 491 Rozhodčí: Stancu, Lovin (ROU) |

| 4 prosince 2021 20:30 | Kongo      | 18–33  | Dánsko   | Palau d'Esports de Granollers, Granollers Počet diváků: 611 Rozhodčí: Lončar, Lončar (CRO) |
| 4 prosince 2021 20:30 | Ngombele 5 | (7–18) | Nolsøe 6 | Palau d'Esports de Granollers, Granollers Počet diváků: 611 Rozhodčí: Lončar, Lončar (CRO) |
| 4 prosince 2021 20:30 | 4×         | Report | 5×       | Palau d'Esports de Granollers, Granollers Počet diváků: 611 Rozhodčí: Lončar, Lončar (CRO) |

| 6 prosince 2021 18:00 | Tunisko   | 24–33  | Kongo    | Palau d'Esports de Granollers, Granollers Počet diváků: 972 Rozhodčí: Covalciuc, Covalciuc (MDA) |
| 6 prosince 2021 18:00 | Hachana 7 | (9–18) | Yimga 11 | Palau d'Esports de Granollers, Granollers Počet diváků: 972 Rozhodčí: Covalciuc, Covalciuc (MDA) |
| 6 prosince 2021 18:00 | 1× 2×     | Report | 5× 3×    | Palau d'Esports de Granollers, Granollers Počet diváků: 972 Rozhodčí: Covalciuc, Covalciuc (MDA) |

| 6 prosince 2021 20:30 | Dánsko    | 35–23   | Jižní Korea | Palau d'Esports de Granollers, Granollers Počet diváků: 1,502 Rozhodčí: Gasmi, Gasmi (FRA) |
| 6 prosince 2021 20:30 | Iversen 6 | (19–14) | Ryu 9       | Palau d'Esports de Granollers, Granollers Počet diváků: 1,502 Rozhodčí: Gasmi, Gasmi (FRA) |
| 6 prosince 2021 20:30 | 2×        | Report  | 2×          | Palau d'Esports de Granollers, Granollers Počet diváků: 1,502 Rozhodčí: Gasmi, Gasmi (FRA) |

### Skupina G
| Poř. | tým        | Z | V | R | P | VB | OB  | +/− | B | výsledek                 |
| ---- | ---------- | - | - | - | - | -- | --- | --- | - | ------------------------ |
| 1.   | Brazílie   | 3 | 3 | 0 | 0 | 92 | 69  | +23 | 6 | postup do hlavní skupiny |
| 2.   | Japonsko   | 3 | 2 | 0 | 1 | 93 | 72  | +21 | 4 | postup do hlavní skupiny |
| 3.   | Chorvatsko | 3 | 1 | 0 | 2 | 89 | 74  | +15 | 2 | postup do hlavní skupiny |
| 4.   | Paraguay   | 3 | 0 | 0 | 3 | 52 | 111 | −59 | 0 | Prezidentský pohár       |

| 2 prosince 2021 18:00 | Chorvatsko | 25–30   | Brazílie   | Pabellón Ciutat de Castelló, Castelló Počet diváků: 700 Rozhodčí: El-Saied, El-Saied (EGY) |
| 2 prosince 2021 18:00 | Blažević 7 | (12–18) | De Paula 7 | Pabellón Ciutat de Castelló, Castelló Počet diváků: 700 Rozhodčí: El-Saied, El-Saied (EGY) |
| 2 prosince 2021 18:00 | 3× 1×      | Report  | 3× 1×      | Pabellón Ciutat de Castelló, Castelló Počet diváků: 700 Rozhodčí: El-Saied, El-Saied (EGY) |

| 2 prosince 2021 20:30 | Japonsko            | 40–17   | Paraguay           | Pabellón Ciutat de Castelló, Castelló Počet diváků: 400 Rozhodčí: Konjičanin, Konjičanin (BIH) |
| 2 prosince 2021 20:30 | Aizawa, Yoshidome 6 | (19–10) | Fiore, Fernández 4 | Pabellón Ciutat de Castelló, Castelló Počet diváků: 400 Rozhodčí: Konjičanin, Konjičanin (BIH) |
| 2 prosince 2021 20:30 | 6×                  | Report  | 2×                 | Pabellón Ciutat de Castelló, Castelló Počet diváků: 400 Rozhodčí: Konjičanin, Konjičanin (BIH) |

| 4 prosince 2021 18:00 | Paraguay | 16–38  | Chorvatsko       | Pabellón Ciutat de Castelló, Castelló Počet diváků: 550 Rozhodčí: Erdoğan, Özdeniz (TUR) |
| 4 prosince 2021 18:00 | Acuña 5  | (5–15) | Blažević, Turk 6 | Pabellón Ciutat de Castelló, Castelló Počet diváků: 550 Rozhodčí: Erdoğan, Özdeniz (TUR) |
| 4 prosince 2021 18:00 | 8×       | Report | 5× 1×            | Pabellón Ciutat de Castelló, Castelló Počet diváků: 550 Rozhodčí: Erdoğan, Özdeniz (TUR) |

| 4 prosince 2021 20:30 | Japonsko        | 25–29   | Brazílie  | Pabellón Ciutat de Castelló, Castelló Počet diváků: 890 Rozhodčí: Christiansen, Hansen (DEN) |
| 4 prosince 2021 20:30 | three players 4 | (15–12) | Cardoso 7 | Pabellón Ciutat de Castelló, Castelló Počet diváků: 890 Rozhodčí: Christiansen, Hansen (DEN) |
| 4 prosince 2021 20:30 | 5×              | Report  | 2× 1×     | Pabellón Ciutat de Castelló, Castelló Počet diváků: 890 Rozhodčí: Christiansen, Hansen (DEN) |

| 6 prosince 2021 18:00 | Brazílie   | 33–19  | Paraguay             | Pabellón Ciutat de Castelló, Castelló Počet diváků: 850 Rozhodčí: Koo, Lee (KOR) |
| 6 prosince 2021 18:00 | Quintino 6 | (20–7) | Fernández, Mendoza 3 | Pabellón Ciutat de Castelló, Castelló Počet diváků: 850 Rozhodčí: Koo, Lee (KOR) |
| 6 prosince 2021 18:00 | 4× 1×      | Report | 1×                   | Pabellón Ciutat de Castelló, Castelló Počet diváků: 850 Rozhodčí: Koo, Lee (KOR) |

| 6 prosince 2021 20:30 | Chorvatsko | 26–28   | Japonsko   | Pabellón Ciutat de Castelló, Castelló Počet diváků: 1,100 Rozhodčí: Alpaidze, Berezkina (RUS) |
| 6 prosince 2021 20:30 | Kalaus 6   | (14–14) | Nakayama 9 | Pabellón Ciutat de Castelló, Castelló Počet diváků: 1,100 Rozhodčí: Alpaidze, Berezkina (RUS) |
| 6 prosince 2021 20:30 | 4× 1×      | Report  | 7×         | Pabellón Ciutat de Castelló, Castelló Počet diváků: 1,100 Rozhodčí: Alpaidze, Berezkina (RUS) |

### Skupina H
| Poř. | tým       | Z | V | R | P | VB | OB  | +/− | B | výsledek                 |
| ---- | --------- | - | - | - | - | -- | --- | --- | - | ------------------------ |
| 1.   | Španělsko | 3 | 3 | 0 | 0 | 93 | 50  | +43 | 6 | postup do hlavní skupiny |
| 2.   | Argentina | 3 | 2 | 0 | 1 | 80 | 82  | −2  | 4 | postup do hlavní skupiny |
| 3.   | Rakousko  | 3 | 1 | 0 | 2 | 86 | 89  | −3  | 2 | postup do hlavní skupiny |
| 4.   | Čína      | 3 | 0 | 0 | 3 | 69 | 107 | −38 | 0 | Prezidentský pohár       |

| 1 prosince 2021 20:30 | Španělsko        | 29–13   | Argentina        | Palacio de los Deportes de Torrevieja, Torrevieja Počet diváků: 2,080 Rozhodčí: Alpaidze, Berezkina (RUS) |
| 1 prosince 2021 20:30 | Cabral, Campos 5 | (11–10) | Karsten, Urban 3 | Palacio de los Deportes de Torrevieja, Torrevieja Počet diváků: 2,080 Rozhodčí: Alpaidze, Berezkina (RUS) |
| 1 prosince 2021 20:30 | 4× 2×            | Report  | 5×               | Palacio de los Deportes de Torrevieja, Torrevieja Počet diváků: 2,080 Rozhodčí: Alpaidze, Berezkina (RUS) |

| 2 prosince 2021 18:00 | Rakousko | 38–27   | Čína    | Palacio de los Deportes de Torrevieja, Torrevieja Počet diváků: 250 Rozhodčí: Mitrović, Vešović (MNE) |
| 2 prosince 2021 18:00 | Pandza 9 | (22–13) | Zhang 8 | Palacio de los Deportes de Torrevieja, Torrevieja Počet diváků: 250 Rozhodčí: Mitrović, Vešović (MNE) |
| 2 prosince 2021 18:00 | 4×       | Report  | 9× 2×   | Palacio de los Deportes de Torrevieja, Torrevieja Počet diváků: 250 Rozhodčí: Mitrović, Vešović (MNE) |

| 4 prosince 2021 18:00 | Rakousko  | 29–31   | Argentina  | Palacio de los Deportes de Torrevieja, Torrevieja Počet diváků: 1,622 Rozhodčí: Krichen, Makhlouf (TUN) |
| 4 prosince 2021 18:00 | Pandza 10 | (14–18) | Karsten 11 | Palacio de los Deportes de Torrevieja, Torrevieja Počet diváků: 1,622 Rozhodčí: Krichen, Makhlouf (TUN) |
| 4 prosince 2021 18:00 | 8× 2× 1×  | Report  | 4×         | Palacio de los Deportes de Torrevieja, Torrevieja Počet diváků: 1,622 Rozhodčí: Krichen, Makhlouf (TUN) |

| 4 prosince 2021 20:30 | Čína      | 18–33  | Španělsko | Palacio de los Deportes de Torrevieja, Torrevieja Počet diváků: 2,619 Rozhodčí: Covalciuc, Covalciuc (MDA) |
| 4 prosince 2021 20:30 | Wang S. 3 | (7–16) | Cabral 5  | Palacio de los Deportes de Torrevieja, Torrevieja Počet diváků: 2,619 Rozhodčí: Covalciuc, Covalciuc (MDA) |
| 4 prosince 2021 20:30 | 5× 1×     | Report | 2× 1×     | Palacio de los Deportes de Torrevieja, Torrevieja Počet diváků: 2,619 Rozhodčí: Covalciuc, Covalciuc (MDA) |

| 6 prosince 2021 18:00 | Argentina | 36–24  | Čína  | Palacio de los Deportes de Torrevieja, Torrevieja Počet diváků: 1,326 Rozhodčí: El-Saied, El-Saied (EGY) |
| 6 prosince 2021 18:00 | Karsten 8 | (17–9) | Jin 8 | Palacio de los Deportes de Torrevieja, Torrevieja Počet diváků: 1,326 Rozhodčí: El-Saied, El-Saied (EGY) |
| 6 prosince 2021 18:00 |           | Report | 6×    | Palacio de los Deportes de Torrevieja, Torrevieja Počet diváků: 1,326 Rozhodčí: El-Saied, El-Saied (EGY) |

| 6 prosince 2021 20:30 | Španělsko | 31–19  | Rakousko | Palacio de los Deportes de Torrevieja, Torrevieja Počet diváků: 3,000 Rozhodčí: Sekulić, Jovandić (SRB) |
| 6 prosince 2021 20:30 | Martín 9  | (14–6) | Kovács 8 | Palacio de los Deportes de Torrevieja, Torrevieja Počet diváků: 3,000 Rozhodčí: Sekulić, Jovandić (SRB) |
| 6 prosince 2021 20:30 | 2×        | Report | 3×       | Palacio de los Deportes de Torrevieja, Torrevieja Počet diváků: 3,000 Rozhodčí: Sekulić, Jovandić (SRB) |

## Prezidentský pohár

### Skupina 1
| Poř. | tým        | Z | V | R | P | VB  | OB  | +/− | B | výsledek   |
| ---- | ---------- | - | - | - | - | --- | --- | --- | - | ---------- |
| 1.   | Angola     | 3 | 3 | 0 | 0 | 128 | 43  | +85 | 6 | o 25 místo |
| 2.   | Kamerun    | 3 | 2 | 0 | 1 | 98  | 75  | +23 | 4 | o 27 místo |
| 3.   | Uzbekistán | 3 | 1 | 0 | 2 | 71  | 126 | −55 | 2 | o 29 místo |
| 4.   | Írán       | 3 | 0 | 0 | 3 | 57  | 110 | −53 | 0 | o 31 místo |

| 9 prosince 2021 15:00 | Angola    | 35–24   | Kamerun | Poliesportiu Pla de L'Arc, Llíria Počet diváků: 220 Rozhodčí: Lovin, Stancu (ROU) |
| 9 prosince 2021 15:00 | Kassoma 6 | (16–14) | Ekoh 7  | Poliesportiu Pla de L'Arc, Llíria Počet diváků: 220 Rozhodčí: Lovin, Stancu (ROU) |
| 9 prosince 2021 15:00 | 6× 2× 1×  | Report  | 2× 1×   | Poliesportiu Pla de L'Arc, Llíria Počet diváků: 220 Rozhodčí: Lovin, Stancu (ROU) |

| 9 prosince 2021 17:30 | Írán      | 32–37   | Uzbekistán      | Poliesportiu Pla de L'Arc, Llíria Počet diváků: 415 Rozhodčí: El-Saied, El-Saied (EGY) |
| 9 prosince 2021 17:30 | Ghasemi 9 | (18–20) | Khudoykulova 11 | Poliesportiu Pla de L'Arc, Llíria Počet diváků: 415 Rozhodčí: El-Saied, El-Saied (EGY) |
| 9 prosince 2021 17:30 | 3× 1×     | Report  | 3× 1×           | Poliesportiu Pla de L'Arc, Llíria Počet diváků: 415 Rozhodčí: El-Saied, El-Saied (EGY) |

| 11 prosince 2021 15:00 | Angola    | 41–8   | Írán       | Poliesportiu Pla de L'Arc, Llíria Počet diváků: 285 Rozhodčí: Stancu, Lovin (ROU) |
| 11 prosince 2021 15:00 | Kassoma 8 | (24–4) | Kianiara 4 | Poliesportiu Pla de L'Arc, Llíria Počet diváků: 285 Rozhodčí: Stancu, Lovin (ROU) |
| 11 prosince 2021 15:00 | 3× 2×     | Report | 1×         | Poliesportiu Pla de L'Arc, Llíria Počet diváků: 285 Rozhodčí: Stancu, Lovin (ROU) |

| 11 prosince 2021 17:30 | Kamerun  | 42–23  | Uzbekistán  | Poliesportiu Pla de L'Arc, Llíria Počet diváků: 400 Rozhodčí: Sá, Sá (POR) |
| 11 prosince 2021 17:30 | Ateba 14 | (19–6) | Bahromova 6 | Poliesportiu Pla de L'Arc, Llíria Počet diváků: 400 Rozhodčí: Sá, Sá (POR) |
| 11 prosince 2021 17:30 | 1×       | Report | 3×          | Poliesportiu Pla de L'Arc, Llíria Počet diváků: 400 Rozhodčí: Sá, Sá (POR) |

| 13 prosince 2021 15:00 | Uzbekistán | 11–52  | Angola    | Poliesportiu Pla de L'Arc, Llíria Počet diváků: 50 Rozhodčí: Sá, Sá (POR) |
| 13 prosince 2021 15:00 | Mirzaeva 3 | (5–30) | Kassoma 8 | Poliesportiu Pla de L'Arc, Llíria Počet diváků: 50 Rozhodčí: Sá, Sá (POR) |
| 13 prosince 2021 15:00 | 1×         | Report | 2× 1×     | Poliesportiu Pla de L'Arc, Llíria Počet diváků: 50 Rozhodčí: Sá, Sá (POR) |

| 13 prosince 2021 17:30 | Kamerun  | 32–17  | Írán       | Poliesportiu Pla de L'Arc, Llíria Počet diváků: 120 Rozhodčí: Erdoğan, Özdeniz (TUR) |
| 13 prosince 2021 17:30 | Ebanga 7 | (14–9) | Kianiara 5 | Poliesportiu Pla de L'Arc, Llíria Počet diváků: 120 Rozhodčí: Erdoğan, Özdeniz (TUR) |
| 13 prosince 2021 17:30 | 1×       | Report | 1×         | Poliesportiu Pla de L'Arc, Llíria Počet diváků: 120 Rozhodčí: Erdoğan, Özdeniz (TUR) |

### Skupina 2
| Poř. | tým       | Z | V | R | P | VB | OB | +/− | B | výsledek   |
| ---- | --------- | - | - | - | - | -- | -- | --- | - | ---------- |
| 1.   | Slovensko | 3 | 3 | 0 | 0 | 74 | 54 | +20 | 6 | o 25 místo |
| 2.   | Tunisko   | 3 | 2 | 0 | 1 | 72 | 59 | +13 | 4 | o 27 místo |
| 3.   | Paraguay  | 3 | 1 | 0 | 2 | 85 | 92 | −7  | 2 | o 29 místo |
| 4.   | Čína      | 3 | 0 | 0 | 3 | 24 | 50 | −26 | 0 | o 31 místo |

| 8 prosince 2021 15:00 | Slovensko  | 31–27   | Tunisko  | Poliesportiu Pla de L'Arc, Llíria Počet diváků: 320 Rozhodčí: Erdoğan, Özdeniz (TUR) |
| 8 prosince 2021 15:00 | Bíziková 9 | (17–14) | Rezgui 6 | Poliesportiu Pla de L'Arc, Llíria Počet diváků: 320 Rozhodčí: Erdoğan, Özdeniz (TUR) |
| 8 prosince 2021 15:00 | 3×         | Report  | 2×       | Poliesportiu Pla de L'Arc, Llíria Počet diváků: 320 Rozhodčí: Erdoğan, Özdeniz (TUR) |

| 8 prosince 2021 17:30 | Paraguay  | 30–24   | Čína  | Poliesportiu Pla de L'Arc, Llíria Počet diváků: 966 Rozhodčí: Sá, Sá (POR) |
| 8 prosince 2021 17:30 | Mendoza 6 | (12–12) | Jin 9 | Poliesportiu Pla de L'Arc, Llíria Počet diváků: 966 Rozhodčí: Sá, Sá (POR) |
| 8 prosince 2021 17:30 | 3× 1×     | Report  | 7× 1× | Poliesportiu Pla de L'Arc, Llíria Počet diváků: 966 Rozhodčí: Sá, Sá (POR) |

| 10 prosince 2021 15:00 | Slovensko | 33–27   | Paraguay       | Poliesportiu Pla de L'Arc, Llíria Počet diváků: 120 Rozhodčí: El-Saied, El-Saied (EGY) |
| 10 prosince 2021 15:00 | Lancz 9   | (16–15) | Acuña, Fiore 8 | Poliesportiu Pla de L'Arc, Llíria Počet diváků: 120 Rozhodčí: El-Saied, El-Saied (EGY) |
| 10 prosince 2021 15:00 | 2× 3×     | Report  | 4× 1×          | Poliesportiu Pla de L'Arc, Llíria Počet diváků: 120 Rozhodčí: El-Saied, El-Saied (EGY) |

| 10 prosince 2021 | Tunisko | 10–0 Čína odstoupila | Čína |  |
| 10 prosince 2021 |         |                      |      |  |
| 10 prosince 2021 |         |                      |      |  |

| 12 prosince 2021 | Čína | 0–10 Čína odstoupila | Slovensko |  |
| 12 prosince 2021 |      |                      |           |  |
| 12 prosince 2021 |      |                      |           |  |

| 12 prosince 2021 17:30 | Tunisko   | 35–28   | Paraguay    | Poliesportiu Pla de L'Arc, Llíria Počet diváků: 823 Rozhodčí: Lovin, Stancu (ROU) |
| 12 prosince 2021 17:30 | Hachana 8 | (17–11) | Fernández 8 | Poliesportiu Pla de L'Arc, Llíria Počet diváků: 823 Rozhodčí: Lovin, Stancu (ROU) |
| 12 prosince 2021 17:30 | 4×        | Report  | 3× 1×       | Poliesportiu Pla de L'Arc, Llíria Počet diváků: 823 Rozhodčí: Lovin, Stancu (ROU) |

### o 31 místo
| 15 prosince 2021 | Írán | 10–0 Čína odstoupila | Čína |  |
| 15 prosince 2021 |      |                      |      |  |
| 15 prosince 2021 |      |                      |      |  |

### o 29 místo
| 15 prosince 2021 12:30 | Uzbekistán       | 33–39   | Paraguay | Poliesportiu Pla de L'Arc, Llíria Počet diváků: 450 Rozhodčí: El-Saied, El-Saied (EGY) |
| 15 prosince 2021 12:30 | Abdumannonova 11 | (19–19) | Fiore 10 | Poliesportiu Pla de L'Arc, Llíria Počet diváků: 450 Rozhodčí: El-Saied, El-Saied (EGY) |
| 15 prosince 2021 12:30 | 2×               | Report  | 2×       | Poliesportiu Pla de L'Arc, Llíria Počet diváků: 450 Rozhodčí: El-Saied, El-Saied (EGY) |

### o 27 místo
| 15 prosince 2021 15:00 | Kamerun         | 29–35   | Tunisko    | Poliesportiu Pla de L'Arc, Llíria Počet diváků: 500 Rozhodčí: Erdoğan, Özdeniz (TUR) |
| 15 prosince 2021 15:00 | Essam, Ebanga 9 | (15–20) | Hachana 10 | Poliesportiu Pla de L'Arc, Llíria Počet diváků: 500 Rozhodčí: Erdoğan, Özdeniz (TUR) |
| 15 prosince 2021 15:00 | 2× 1×           | Report  | 3× 2×      | Poliesportiu Pla de L'Arc, Llíria Počet diváků: 500 Rozhodčí: Erdoğan, Özdeniz (TUR) |

### o 25 místo
| 15 prosince 2021 17:30 | Angola            | 23–21  | Slovensko  | Poliesportiu Pla de L'Arc, Llíria Počet diváků: 340 Rozhodčí: Koo, Lee (KOR) |
| 15 prosince 2021 17:30 | Guialo, Kassoma 6 | (11–9) | Bíziková 7 | Poliesportiu Pla de L'Arc, Llíria Počet diváků: 340 Rozhodčí: Koo, Lee (KOR) |
| 15 prosince 2021 17:30 | 5× 1×             | Report | 4×         | Poliesportiu Pla de L'Arc, Llíria Počet diváků: 340 Rozhodčí: Koo, Lee (KOR) |

## Hlavní skupina

### Skupina 1
| Poř. | tým        | Z | V | R | P | VB  | OB  | +/− | B  | výsledek              |
| ---- | ---------- | - | - | - | - | --- | --- | --- | -- | --------------------- |
| 1.   | Francie    | 5 | 5 | 0 | 0 | 134 | 100 | +34 | 10 | postup do čtvrtfinále |
| 2.   | Rusko      | 5 | 3 | 1 | 1 | 143 | 129 | +14 | 7  | postup do čtvrtfinále |
| 3.   | Srbsko     | 5 | 3 | 0 | 2 | 124 | 125 | −1  | 6  |                       |
| 4.   | Polsko     | 5 | 2 | 0 | 3 | 120 | 131 | −11 | 4  |                       |
| 5.   | Slovinsko  | 5 | 1 | 1 | 3 | 123 | 131 | −8  | 3  |                       |
| 6.   | Černá Hora | 5 | 0 | 0 | 5 | 115 | 143 | −28 | 0  |                       |

| 9 prosince 2021 15:30 | Rusko    | 26–26   | Slovinsko | Palau d'Esports de Granollers, Granollers Počet diváků: 385 Rozhodčí: García, Paolantoni (ARG) |
| 9 prosince 2021 15:30 | Ilyina 7 | (14–15) | Stanko 7  | Palau d'Esports de Granollers, Granollers Počet diváků: 385 Rozhodčí: García, Paolantoni (ARG) |
| 9 prosince 2021 15:30 | 2×       | Report  | 6× 1×     | Palau d'Esports de Granollers, Granollers Počet diváků: 385 Rozhodčí: García, Paolantoni (ARG) |

| 9 prosince 2021 18:00 | Černá Hora  | 25–27   | Srbsko      | Palau d'Esports de Granollers, Granollers Počet diváků: 810 Rozhodčí: Álvarez, Bustamante (ESP) |
| 9 prosince 2021 18:00 | Radičević 8 | (18–14) | Radojević 8 | Palau d'Esports de Granollers, Granollers Počet diváků: 810 Rozhodčí: Álvarez, Bustamante (ESP) |
| 9 prosince 2021 18:00 | 6×          | Report  | 1×          | Palau d'Esports de Granollers, Granollers Počet diváků: 810 Rozhodčí: Álvarez, Bustamante (ESP) |

| 9 prosince 2021 20:30 | Francie | 26–16  | Polsko          | Palau d'Esports de Granollers, Granollers Počet diváků: 884 Rozhodčí: Lončar, Lončar (CRO) |
| 9 prosince 2021 20:30 | Foppa 5 | (14–9) | three players 3 | Palau d'Esports de Granollers, Granollers Počet diváků: 884 Rozhodčí: Lončar, Lončar (CRO) |
| 9 prosince 2021 20:30 | 1×      | Report | 4×              | Palau d'Esports de Granollers, Granollers Počet diváků: 884 Rozhodčí: Lončar, Lončar (CRO) |

| 11 prosince 2021 15:30 | Černá Hora           | 25–31   | Rusko                      | Palau d'Esports de Granollers, Granollers Počet diváků: 843 Rozhodčí: Erdoğan, Özdeniz (TUR) |
| 11 prosince 2021 15:30 | Brnović, Radičević 7 | (10–18) | Fomina, Skorobogatchenko 6 | Palau d'Esports de Granollers, Granollers Počet diváků: 843 Rozhodčí: Erdoğan, Özdeniz (TUR) |
| 11 prosince 2021 15:30 | 5× 2×                | Report  | 5× 2×                      | Palau d'Esports de Granollers, Granollers Počet diváků: 843 Rozhodčí: Erdoğan, Özdeniz (TUR) |

| 11 prosince 2021 18:00 | Srbsko      | 19–22  | Francie | Palau d'Esports de Granollers, Granollers Počet diváků: 975 Rozhodčí: Álvarez, Bustamante (ESP) |
| 11 prosince 2021 18:00 | Radojević 5 | (12–9) | Zaadi 6 | Palau d'Esports de Granollers, Granollers Počet diváků: 975 Rozhodčí: Álvarez, Bustamante (ESP) |
| 11 prosince 2021 18:00 | 2×          | Report | 5× 1×   | Palau d'Esports de Granollers, Granollers Počet diváků: 975 Rozhodčí: Álvarez, Bustamante (ESP) |

| 11 prosince 2021 20:30 | Slovinsko | 26–27   | Polsko  | Palau d'Esports de Granollers, Granollers Počet diváků: 902 Rozhodčí: Covalciuc, Covalciuc (MDA) |
| 11 prosince 2021 20:30 | Gros 8    | (13–12) | Nocuń 6 | Palau d'Esports de Granollers, Granollers Počet diváků: 902 Rozhodčí: Covalciuc, Covalciuc (MDA) |
| 11 prosince 2021 20:30 | 4×        | Report  | 1×      | Palau d'Esports de Granollers, Granollers Počet diváků: 902 Rozhodčí: Covalciuc, Covalciuc (MDA) |

| 13 prosince 2021 15:30 | Polsko   | 33–28  | Černá Hora | Palau d'Esports de Granollers, Granollers Počet diváků: 320 Rozhodčí: Paolantoni, García (ARG) |
| 13 prosince 2021 15:30 | Rosiak 7 | (16–9) | Brnović 6  | Palau d'Esports de Granollers, Granollers Počet diváků: 320 Rozhodčí: Paolantoni, García (ARG) |
| 13 prosince 2021 15:30 | 3× 1×    | Report | 2×         | Palau d'Esports de Granollers, Granollers Počet diváků: 320 Rozhodčí: Paolantoni, García (ARG) |

| 13 prosince 2021 18:00 | Srbsko        | 31–25   | Slovinsko | Palau d'Esports de Granollers, Granollers Počet diváků: 1,180 Rozhodčí: Merz, Kuttler (GER) |
| 13 prosince 2021 18:00 | Stoiljković 7 | (19–14) | Varagić 5 | Palau d'Esports de Granollers, Granollers Počet diváků: 1,180 Rozhodčí: Merz, Kuttler (GER) |
| 13 prosince 2021 18:00 | 3× 2×         | Report  | 5×        | Palau d'Esports de Granollers, Granollers Počet diváků: 1,180 Rozhodčí: Merz, Kuttler (GER) |

| 13 prosince 2021 20:30 | Rusko        | 28–33   | Francie         | Palau d'Esports de Granollers, Granollers Počet diváků: 2,620 Rozhodčí: Álvarez, Bustamante (ESP) |
| 13 prosince 2021 20:30 | Managarova 5 | (12–17) | Foppa, Pineau 5 | Palau d'Esports de Granollers, Granollers Počet diváků: 2,620 Rozhodčí: Álvarez, Bustamante (ESP) |
| 13 prosince 2021 20:30 | 2×           | Report  | 3× 1×           | Palau d'Esports de Granollers, Granollers Počet diváků: 2,620 Rozhodčí: Álvarez, Bustamante (ESP) |

### Skupina 2
| Poř. | tým        | Z | V | R | P | VB  | OB  | +/−  | B | výsledek              |
| ---- | ---------- | - | - | - | - | --- | --- | ---- | - | --------------------- |
| 1.   | Norsko     | 5 | 4 | 1 | 0 | 189 | 111 | +78  | 9 | postup do čtvrtfinále |
| 2.   | Švédsko    | 5 | 3 | 2 | 0 | 198 | 121 | +77  | 8 | postup do čtvrtfinále |
| 3.   | Nizozemsko | 5 | 3 | 1 | 1 | 212 | 128 | +84  | 7 |                       |
| 4.   | Rumunsko   | 5 | 2 | 0 | 3 | 163 | 135 | +28  | 4 |                       |
| 5.   | Portoriko  | 5 | 1 | 0 | 4 | 82  | 216 | −134 | 2 |                       |
| 6.   | Kazachstán | 5 | 0 | 0 | 5 | 97  | 230 | −133 | 0 |                       |

| 9 prosince 2021 15:30 | Nizozemsko     | 31–30   | Rumunsko        | Pabellón Ciutat de Castelló, Castelló Počet diváků: 450 Rozhodčí: Alpaidze, Berezkina (RUS) |
| 9 prosince 2021 15:30 | Van Wetering 6 | (17–14) | Laslo, Pintea 6 | Pabellón Ciutat de Castelló, Castelló Počet diváků: 450 Rozhodčí: Alpaidze, Berezkina (RUS) |
| 9 prosince 2021 15:30 | 2×             | Report  | 3× 1×           | Pabellón Ciutat de Castelló, Castelló Počet diváků: 450 Rozhodčí: Alpaidze, Berezkina (RUS) |

| 9 prosince 2021 18:00 | Norsko             | 43–7   | Portoriko       | Pabellón Ciutat de Castelló, Castelló Počet diváků: 350 Rozhodčí: Erdoğan, Özdeniz (TUR) |
| 9 prosince 2021 18:00 | Solberg-Isaksen 10 | (21–3) | three players 2 | Pabellón Ciutat de Castelló, Castelló Počet diváků: 350 Rozhodčí: Erdoğan, Özdeniz (TUR) |
| 9 prosince 2021 18:00 | 1×                 | Report | 1×              | Pabellón Ciutat de Castelló, Castelló Počet diváků: 350 Rozhodčí: Erdoğan, Özdeniz (TUR) |

| 9 prosince 2021 20:30 | Kazachstán    | 20–55   | Švédsko   | Pabellón Ciutat de Castelló, Castelló Počet diváků: 290 Rozhodčí: Koo, Lee (KOR) |
| 9 prosince 2021 20:30 | Alexandrova 7 | (10–21) | Hagman 19 | Pabellón Ciutat de Castelló, Castelló Počet diváků: 290 Rozhodčí: Koo, Lee (KOR) |
| 9 prosince 2021 20:30 | 2×            | Report  | 1×        | Pabellón Ciutat de Castelló, Castelló Počet diváků: 290 Rozhodčí: Koo, Lee (KOR) |

| 11 prosince 2021 15:30 | Rumunsko     | 43–20  | Portoriko           | Pabellón Ciutat de Castelló, Castelló Počet diváků: 650 Rozhodčí: Mitrović, Vešović (MNE) |
| 11 prosince 2021 15:30 | Dindiligan 7 | (20–9) | Ceballos, Fuentes 4 | Pabellón Ciutat de Castelló, Castelló Počet diváků: 650 Rozhodčí: Mitrović, Vešović (MNE) |
| 11 prosince 2021 15:30 | 2×           | Report | 3×                  | Pabellón Ciutat de Castelló, Castelló Počet diváků: 650 Rozhodčí: Mitrović, Vešović (MNE) |

| 11 prosince 2021 18:00 | Kazachstán    | 15–61  | Nizozemsko      | Pabellón Ciutat de Castelló, Castelló Počet diváků: 950 Rozhodčí: Koo, Lee (KOR) |
| 11 prosince 2021 18:00 | Alexandrova 5 | (9–27) | Van Wetering 18 | Pabellón Ciutat de Castelló, Castelló Počet diváků: 950 Rozhodčí: Koo, Lee (KOR) |
| 11 prosince 2021 18:00 | 3× 1×         | Report | 1×              | Pabellón Ciutat de Castelló, Castelló Počet diváků: 950 Rozhodčí: Koo, Lee (KOR) |

| 11 prosince 2021 20:30 | Švédsko  | 30–30   | Norsko        | Pabellón Ciutat de Castelló, Castelló Počet diváků: 2,100 Rozhodčí: Kuttler, Merz (GER) |
| 11 prosince 2021 20:30 | Hagman 9 | (12–14) | Kristiansen 7 | Pabellón Ciutat de Castelló, Castelló Počet diváků: 2,100 Rozhodčí: Kuttler, Merz (GER) |
| 11 prosince 2021 20:30 | 4× 1×    | Report  | 2×            | Pabellón Ciutat de Castelló, Castelló Počet diváků: 2,100 Rozhodčí: Kuttler, Merz (GER) |

| 13 prosince 2021 15:30 | Portoriko   | 30–27   | Kazachstán    | Pabellón Ciutat de Castelló, Castelló Počet diváků: 250 Rozhodčí: Koo, Lee (KOR) |
| 13 prosince 2021 15:30 | Ceballos 13 | (13–11) | Alexandrova 8 | Pabellón Ciutat de Castelló, Castelló Počet diváků: 250 Rozhodčí: Koo, Lee (KOR) |
| 13 prosince 2021 15:30 | 3×          | Report  | 3×            | Pabellón Ciutat de Castelló, Castelló Počet diváků: 250 Rozhodčí: Koo, Lee (KOR) |

| 13 prosince 2021 18:00 | Švédsko | 34–30   | Rumunsko | Pabellón Ciutat de Castelló, Castelló Počet diváků: 1,600 Rozhodčí: Mitrović, Vešović (MNE) |
| 13 prosince 2021 18:00 | Blohm 7 | (19–14) | Laslo 7  | Pabellón Ciutat de Castelló, Castelló Počet diváků: 1,600 Rozhodčí: Mitrović, Vešović (MNE) |
| 13 prosince 2021 18:00 | 1× 2×   | Report  | 4× 2×    | Pabellón Ciutat de Castelló, Castelló Počet diváků: 1,600 Rozhodčí: Mitrović, Vešović (MNE) |

| 13 prosince 2021 20:30 | Nizozemsko | 34–37   | Norsko    | Pabellón Ciutat de Castelló, Castelló Počet diváků: 2,500 Rozhodčí: Konjičanin, Konjičanin (BIH) |
| 13 prosince 2021 20:30 | Housheer 9 | (17–17) | Reistad 9 | Pabellón Ciutat de Castelló, Castelló Počet diváků: 2,500 Rozhodčí: Konjičanin, Konjičanin (BIH) |
| 13 prosince 2021 20:30 | 4×         | Report  | 2× 3×     | Pabellón Ciutat de Castelló, Castelló Počet diváků: 2,500 Rozhodčí: Konjičanin, Konjičanin (BIH) |

### Skupina 3
| Poř. | tým         | Z | V | R | P | VB  | OB  | +/− | B  | výsledek              |
| ---- | ----------- | - | - | - | - | --- | --- | --- | -- | --------------------- |
| 1.   | Dánsko      | 5 | 5 | 0 | 0 | 159 | 90  | +69 | 10 | postup do čtvrtfinále |
| 2.   | Německo     | 5 | 4 | 0 | 1 | 138 | 123 | +15 | 8  | postup do čtvrtfinále |
| 3.   | Maďarsko    | 5 | 3 | 0 | 2 | 140 | 134 | +6  | 6  |                       |
| 4.   | Jižní Korea | 5 | 2 | 0 | 3 | 148 | 156 | −8  | 4  |                       |
| 5.   | Česko       | 5 | 1 | 0 | 4 | 114 | 145 | −31 | 2  |                       |
| 6.   | Kongo       | 5 | 0 | 0 | 5 | 102 | 153 | −51 | 0  |                       |

| 8 prosince 2021 15:30 | Česko       | 26–32   | Jižní Korea | Palau d'Esports de Granollers, Granollers Počet diváků: 542 Rozhodčí: Covalciuc, Covalciuc (MDA) |
| 8 prosince 2021 15:30 | Cholevová 6 | (13–20) | Kim J. 8    | Palau d'Esports de Granollers, Granollers Počet diváků: 542 Rozhodčí: Covalciuc, Covalciuc (MDA) |
| 8 prosince 2021 15:30 | 2×          | Report  | 2× 1×       | Palau d'Esports de Granollers, Granollers Počet diváků: 542 Rozhodčí: Covalciuc, Covalciuc (MDA) |

| 8 prosince 2021 18:00 | Německo         | 29–18  | Kongo        | Palau d'Esports de Granollers, Granollers Počet diváků: 1,558 Rozhodčí: Belkhiri, Hamidi (ALG) |
| 8 prosince 2021 18:00 | Stockschläder 6 | (15–7) | Diagouraga 7 | Palau d'Esports de Granollers, Granollers Počet diváků: 1,558 Rozhodčí: Belkhiri, Hamidi (ALG) |
| 8 prosince 2021 18:00 | 5× 1×           | Report | 3× 1×        | Palau d'Esports de Granollers, Granollers Počet diváků: 1,558 Rozhodčí: Belkhiri, Hamidi (ALG) |

| 8 prosince 2021 20:30 | Dánsko      | 30–19   | Maďarsko | Palau d'Esports de Granollers, Granollers Počet diváků: 1,921 Rozhodčí: Lončar, Lončar (CRO) |
| 8 prosince 2021 20:30 | Jørgensen 6 | (15–11) | Kácsor 4 | Palau d'Esports de Granollers, Granollers Počet diváků: 1,921 Rozhodčí: Lončar, Lončar (CRO) |
| 8 prosince 2021 20:30 | 3× 1×       | Report  | 3× 2×    | Palau d'Esports de Granollers, Granollers Počet diváků: 1,921 Rozhodčí: Lončar, Lončar (CRO) |

| 10 prosince 2021 15:30 | Jižní Korea | 28–37   | Německo           | Palau d'Esports de Granollers, Granollers Počet diváků: 438 Rozhodčí: Paolantoni, García (ARG) |
| 10 prosince 2021 15:30 | Lee 6       | (16–19) | Bölk, Grijseels 8 | Palau d'Esports de Granollers, Granollers Počet diváků: 438 Rozhodčí: Paolantoni, García (ARG) |
| 10 prosince 2021 15:30 | 4×          | Report  | 6× 1×             | Palau d'Esports de Granollers, Granollers Počet diváků: 438 Rozhodčí: Paolantoni, García (ARG) |

| 10 prosince 2021 18:00 | Maďarsko  | 30–22  | Kongo      | Palau d'Esports de Granollers, Granollers Počet diváků: 583 Rozhodčí: Covalciuc, Covalciuc (MDA) |
| 10 prosince 2021 18:00 | Planéta 8 | (16–8) | Ngombele 7 | Palau d'Esports de Granollers, Granollers Počet diváků: 583 Rozhodčí: Covalciuc, Covalciuc (MDA) |
| 10 prosince 2021 18:00 | 3×        | Report | 4× 2×      | Palau d'Esports de Granollers, Granollers Počet diváků: 583 Rozhodčí: Covalciuc, Covalciuc (MDA) |

| 10 prosince 2021 20:30 | Česko      | 14–29  | Dánsko  | Palau d'Esports de Granollers, Granollers Počet diváků: 1,019 Rozhodčí: Belkhiri, Hamidi (ALG) |
| 10 prosince 2021 20:30 | Kovářová 4 | (9–12) | Friis 4 | Palau d'Esports de Granollers, Granollers Počet diváků: 1,019 Rozhodčí: Belkhiri, Hamidi (ALG) |
| 10 prosince 2021 20:30 | 4× 1×      | Report | 4×      | Palau d'Esports de Granollers, Granollers Počet diváků: 1,019 Rozhodčí: Belkhiri, Hamidi (ALG) |

| 12 prosince 2021 15:30 | Kongo           | 21–24   | Česko     | Palau d'Esports de Granollers, Granollers Počet diváků: 620 Rozhodčí: Lončar, Lončar (CRO) |
| 12 prosince 2021 15:30 | Divoko, Yimga 4 | (11–11) | Zachová 6 | Palau d'Esports de Granollers, Granollers Počet diváků: 620 Rozhodčí: Lončar, Lončar (CRO) |
| 12 prosince 2021 15:30 | 2× 1×           | Report  | 5× 1×     | Palau d'Esports de Granollers, Granollers Počet diváků: 620 Rozhodčí: Lončar, Lončar (CRO) |

| 12 prosince 2021 18:00 | Jižní Korea | 28–35   | Maďarsko | Palau d'Esports de Granollers, Granollers Počet diváků: 1,019 Rozhodčí: Covalciuc, Covalciuc (MDA) |
| 12 prosince 2021 18:00 | Lee 6       | (13–17) | Háfra 8  | Palau d'Esports de Granollers, Granollers Počet diváků: 1,019 Rozhodčí: Covalciuc, Covalciuc (MDA) |
| 12 prosince 2021 18:00 | 4×          | Report  | 3×       | Palau d'Esports de Granollers, Granollers Počet diváků: 1,019 Rozhodčí: Covalciuc, Covalciuc (MDA) |

| 12 prosince 2021 20:30 | Dánsko          | 32–16  | Německo     | Palau d'Esports de Granollers, Granollers Počet diváků: 1,735 Rozhodčí: Paolantoni, García (ARG) |
| 12 prosince 2021 20:30 | three players 5 | (13–8) | Grijseels 5 | Palau d'Esports de Granollers, Granollers Počet diváků: 1,735 Rozhodčí: Paolantoni, García (ARG) |
| 12 prosince 2021 20:30 | 2× 1×           | Report | 3× 2× 1×    | Palau d'Esports de Granollers, Granollers Počet diváků: 1,735 Rozhodčí: Paolantoni, García (ARG) |

### Skupina 4
| Poř. | tým        | Z | V | R | P | VB  | OB  | +/− | B  | výsledek              |
| ---- | ---------- | - | - | - | - | --- | --- | --- | -- | --------------------- |
| 1.   | Španělsko  | 5 | 5 | 0 | 0 | 142 | 105 | +37 | 10 | postup do čtvrtfinále |
| 2.   | Brazílie   | 5 | 4 | 0 | 1 | 145 | 127 | +18 | 8  | postup do čtvrtfinále |
| 3.   | Japonsko   | 5 | 3 | 0 | 2 | 142 | 140 | +2  | 6  |                       |
| 4.   | Rakousko   | 5 | 1 | 0 | 4 | 136 | 155 | −19 | 2  |                       |
| 5.   | Chorvatsko | 5 | 1 | 0 | 4 | 125 | 134 | −9  | 2  |                       |
| 6.   | Argentina  | 5 | 1 | 0 | 4 | 112 | 141 | −29 | 2  |                       |

| 8 prosince 2021 15:30 | Chorvatsko | 28–22   | Argentina       | Palacio de los Deportes de Torrevieja, Torrevieja Počet diváků: 390 Rozhodčí: Christiansen, Hansen (DEN) |
| 8 prosince 2021 15:30 | Posavec 8  | (12–14) | Cavo, Mendoza 5 | Palacio de los Deportes de Torrevieja, Torrevieja Počet diváků: 390 Rozhodčí: Christiansen, Hansen (DEN) |
| 8 prosince 2021 15:30 | 6× 2×      | Report  | 2×              | Palacio de los Deportes de Torrevieja, Torrevieja Počet diváků: 390 Rozhodčí: Christiansen, Hansen (DEN) |

| 8 prosince 2021 18:00 | Brazílie | 38–31   | Rakousko             | Palacio de los Deportes de Torrevieja, Torrevieja Počet diváků: 606 Rozhodčí: Gasmi, Gasmi (FRA) |
| 8 prosince 2021 18:00 | Araujo 6 | (15–15) | I. Ivancok, Kovács 8 | Palacio de los Deportes de Torrevieja, Torrevieja Počet diváků: 606 Rozhodčí: Gasmi, Gasmi (FRA) |
| 8 prosince 2021 18:00 | 3× 1×    | Report  | 5× 2×                | Palacio de los Deportes de Torrevieja, Torrevieja Počet diváků: 606 Rozhodčí: Gasmi, Gasmi (FRA) |

| 8 prosince 2021 20:30 | Španělsko            | 28–26   | Japonsko            | Palacio de los Deportes de Torrevieja, Torrevieja Počet diváků: 2,000 Rozhodčí: Krichen, Makhlouf (TUN) |
| 8 prosince 2021 20:30 | Cabral, Etxeberria 5 | (15–15) | Aizawa, Matsumoto 7 | Palacio de los Deportes de Torrevieja, Torrevieja Počet diváků: 2,000 Rozhodčí: Krichen, Makhlouf (TUN) |
| 8 prosince 2021 20:30 | 2× 1×                | Report  | 3×                  | Palacio de los Deportes de Torrevieja, Torrevieja Počet diváků: 2,000 Rozhodčí: Krichen, Makhlouf (TUN) |

| 10 prosince 2021 15:30 | Argentina | 19–24   | Brazílie  | Palacio de los Deportes de Torrevieja, Torrevieja Počet diváků: 200 Rozhodčí: Konjičanin, Konjičanin (BIH) |
| 10 prosince 2021 15:30 | Karsten 5 | (10–13) | Matieli 9 | Palacio de los Deportes de Torrevieja, Torrevieja Počet diváků: 200 Rozhodčí: Konjičanin, Konjičanin (BIH) |
| 10 prosince 2021 15:30 | 2×        | Report  | 3× 1×     | Palacio de los Deportes de Torrevieja, Torrevieja Počet diváků: 200 Rozhodčí: Konjičanin, Konjičanin (BIH) |

| 10 prosince 2021 18:00 | Japonsko | 32–30   | Rakousko     | Palacio de los Deportes de Torrevieja, Torrevieja Počet diváků: 450 Rozhodčí: Jovandić, Sekulić (SRB) |
| 10 prosince 2021 18:00 | Kondo 6  | (15–19) | I. Ivancok 8 | Palacio de los Deportes de Torrevieja, Torrevieja Počet diváků: 450 Rozhodčí: Jovandić, Sekulić (SRB) |
| 10 prosince 2021 18:00 | 2× 1×    | Report  | 2×           | Palacio de los Deportes de Torrevieja, Torrevieja Počet diváků: 450 Rozhodčí: Jovandić, Sekulić (SRB) |

| 10 prosince 2021 20:30 | Chorvatsko | 23–27  | Španělsko | Palacio de los Deportes de Torrevieja, Torrevieja Počet diváků: 2,200 Rozhodčí: Gasmi, Gasmi (FRA) |
| 10 prosince 2021 20:30 | Blažević 7 | (9–12) | Cabral 6  | Palacio de los Deportes de Torrevieja, Torrevieja Počet diváků: 2,200 Rozhodčí: Gasmi, Gasmi (FRA) |
| 10 prosince 2021 20:30 | 6× 2×      | Report | 3×        | Palacio de los Deportes de Torrevieja, Torrevieja Počet diváků: 2,200 Rozhodčí: Gasmi, Gasmi (FRA) |

| 12 prosince 2021 15:30 | Argentina  | 27–31   | Japonsko        | Palacio de los Deportes de Torrevieja, Torrevieja Počet diváků: 500 Rozhodčí: Christiansen, Hansen (DEN) |
| 12 prosince 2021 15:30 | Karsten 13 | (14–15) | three players 7 | Palacio de los Deportes de Torrevieja, Torrevieja Počet diváků: 500 Rozhodčí: Christiansen, Hansen (DEN) |
| 12 prosince 2021 15:30 | 3× 1×      | Report  | 4×              | Palacio de los Deportes de Torrevieja, Torrevieja Počet diváků: 500 Rozhodčí: Christiansen, Hansen (DEN) |

| 12 prosince 2021 18:00 | Rakousko | 27–23   | Chorvatsko | Palacio de los Deportes de Torrevieja, Torrevieja Počet diváků: 850 Rozhodčí: Krichen, Makhlouf (TUN) |
| 12 prosince 2021 18:00 | Kovács 7 | (12–13) | Kalaus 6   | Palacio de los Deportes de Torrevieja, Torrevieja Počet diváků: 850 Rozhodčí: Krichen, Makhlouf (TUN) |
| 12 prosince 2021 18:00 | 5× 2× 1× | Report  | 3×         | Palacio de los Deportes de Torrevieja, Torrevieja Počet diváků: 850 Rozhodčí: Krichen, Makhlouf (TUN) |

| 12 prosince 2021 20:30 | Španělsko | 27–24   | Brazílie   | Palacio de los Deportes de Torrevieja, Torrevieja Počet diváků: 3,000 Rozhodčí: Sekulić, Jovandić (SRB) |
| 12 prosince 2021 20:30 | Cabral 7  | (12–10) | Quintino 6 | Palacio de los Deportes de Torrevieja, Torrevieja Počet diváků: 3,000 Rozhodčí: Sekulić, Jovandić (SRB) |
| 12 prosince 2021 20:30 | 3×        | Report  | 3×         | Palacio de los Deportes de Torrevieja, Torrevieja Počet diváků: 3,000 Rozhodčí: Sekulić, Jovandić (SRB) |

## Vyřazovací fáze

### Čtvrtfinále
| 14 prosince 2021 17:30 | Dánsko   | 30–25   | Brazílie   | Palau d'Esports de Granollers, Granollers Počet diváků: 1,220 Rozhodčí: Sekulić, Jovandić (SRB) |
| 14 prosince 2021 17:30 | Nolsøe 6 | (14–13) | Cardoso 10 | Palau d'Esports de Granollers, Granollers Počet diváků: 1,220 Rozhodčí: Sekulić, Jovandić (SRB) |
| 14 prosince 2021 17:30 | 5× 1×    | Report  | 4× 1×      | Palau d'Esports de Granollers, Granollers Počet diváků: 1,220 Rozhodčí: Sekulić, Jovandić (SRB) |

| 14 prosince 2021 20:30 | Španělsko | 26–21   | Německo   | Palau d'Esports de Granollers, Granollers Počet diváků: 2,565 Rozhodčí: Christiansen, Hansen (DEN) |
| 14 prosince 2021 20:30 | Campos 7  | (14–10) | Maidhof 6 | Palau d'Esports de Granollers, Granollers Počet diváků: 2,565 Rozhodčí: Christiansen, Hansen (DEN) |
| 14 prosince 2021 20:30 | 1× 2×     | Report  | 3× 1×     | Palau d'Esports de Granollers, Granollers Počet diváků: 2,565 Rozhodčí: Christiansen, Hansen (DEN) |

| 15 prosince 2021 17:30 | Norsko | 34–28   | Rusko                       | Palau d'Esports de Granollers, Granollers Počet diváků: 870 Rozhodčí: Merz, Kuttler (GER) |
| 15 prosince 2021 17:30 | Mørk 9 | (19–15) | Markova, Skorobogatchenko 4 | Palau d'Esports de Granollers, Granollers Počet diváků: 870 Rozhodčí: Merz, Kuttler (GER) |
| 15 prosince 2021 17:30 | 2× 1×  | Report  | 3× 1×                       | Palau d'Esports de Granollers, Granollers Počet diváků: 870 Rozhodčí: Merz, Kuttler (GER) |

| 15 prosince 2021 20:30 | Francie         | 31–26   | Švédsko  | Palau d'Esports de Granollers, Granollers Počet diváků: 1,226 Rozhodčí: Alpaidze, Berezkina (RUS) |
| 15 prosince 2021 20:30 | three players 4 | (15–15) | Hagman 9 | Palau d'Esports de Granollers, Granollers Počet diváků: 1,226 Rozhodčí: Alpaidze, Berezkina (RUS) |
| 15 prosince 2021 20:30 | 3×              | Report  | 2×       | Palau d'Esports de Granollers, Granollers Počet diváků: 1,226 Rozhodčí: Alpaidze, Berezkina (RUS) |

### Semifinále
| 17 prosince 2021 17:30 | Francie | 23–22   | Dánsko     | Palau d'Esports de Granollers, Granollers Počet diváků: 3,150 Rozhodčí: Álvarez, Bustamante (ESP) |
| 17 prosince 2021 17:30 | Foppa 4 | (10–12) | Haugsted 5 | Palau d'Esports de Granollers, Granollers Počet diváků: 3,150 Rozhodčí: Álvarez, Bustamante (ESP) |
| 17 prosince 2021 17:30 | 1× 2×   | Report  | 4× 2×      | Palau d'Esports de Granollers, Granollers Počet diváků: 3,150 Rozhodčí: Álvarez, Bustamante (ESP) |

| 17 prosince 2021 20:30 | Norsko | 27–21   | Španělsko | Palau d'Esports de Granollers, Granollers Počet diváků: 3,150 Rozhodčí: Merz, Kuttler (GER) |
| 17 prosince 2021 20:30 | Mørk 8 | (11–11) | Cabral 5  | Palau d'Esports de Granollers, Granollers Počet diváků: 3,150 Rozhodčí: Merz, Kuttler (GER) |
| 17 prosince 2021 20:30 | 3×     | Report  | 2× 3×     | Palau d'Esports de Granollers, Granollers Počet diváků: 3,150 Rozhodčí: Merz, Kuttler (GER) |

### Zápas o bronz
| 19 prosince 2021 14:30 | Dánsko     | 35–28   | Španělsko | Palau d'Esports de Granollers, Granollers Počet diváků: 3,969 Rozhodčí: Konjičanin, Konjičanin (BIH) |
| 19 prosince 2021 14:30 | Burgaard 7 | (16–13) | Martín 6  | Palau d'Esports de Granollers, Granollers Počet diváků: 3,969 Rozhodčí: Konjičanin, Konjičanin (BIH) |
| 19 prosince 2021 14:30 | 3× 1×      | Report  | 4× 1×     | Palau d'Esports de Granollers, Granollers Počet diváků: 3,969 Rozhodčí: Konjičanin, Konjičanin (BIH) |

### Finále
| 19 prosince 2021 17:30 | Francie  | 22–29   | Norsko    | Palau d'Esports de Granollers, Granollers Počet diváků: 4,316 Rozhodčí: Alpaidze, Berezkina (RUS) |
| 19 prosince 2021 17:30 | Pineau 4 | (16–12) | Reistad 6 | Palau d'Esports de Granollers, Granollers Počet diváků: 4,316 Rozhodčí: Alpaidze, Berezkina (RUS) |
| 19 prosince 2021 17:30 | 4× 1×    | Report  | 3× 2×     | Palau d'Esports de Granollers, Granollers Počet diváků: 4,316 Rozhodčí: Alpaidze, Berezkina (RUS) |

## Konečné pořadí
| Poř.             | tým         |
| ---------------- | ----------- |
| Zlatá medaile    | Norsko      |
| Stříbrná medaile | Francie     |
| Bronzová medaile | Dánsko      |
| 4                | Španělsko   |
| 5                | Švédsko     |
| 6                | Brazílie    |
| 7                | Německo     |
| 8                | Rusko       |
| 9                | Nizozemsko  |
| 10               | Maďarsko    |
| 11               | Japonsko    |
| 12               | Srbsko      |
| 13               | Rumunsko    |
| 14               | Jižní Korea |
| 15               | Polsko      |
| 16               | Rakousko    |
| 17               | Slovinsko   |
| 18               | Chorvatsko  |
| 19               | Česko       |
| 20               | Portoriko   |
| 21               | Argentina   |
| 22               | Černá Hora  |
| 23               | Kongo       |
| 24               | Kazachstán  |
| 25               | Angola      |
| 26               | Slovensko   |
| 27               | Tunisko     |
| 28               | Kamerun     |
| 29               | Paraguay    |
| 30               | Uzbekistán  |
| 31               | Írán        |
| 32               | Čína        |